# Jean Pillore
Jean Pillore né le 6 juin 1724 à Verfeil (Haute-Garonne) et mort le 2 septembre 1803 à Rouen, est un chirurgien français.

## Biographie
Jean Pillore, après avoir étudié à Paris, devient l'assistant de Claude-Nicolas Le Cat à l'Hôtel-Dieu de Rouen. Il réalise en 1776 la première pose d'un anus artificiel.